# Абразия (геоморфология)
Абра́зия (лат. abrasio «соскабливание, соскребание») — процесс механического разрушения и сноса горных пород в береговой зоне водоёмов волнами и прибоем, а также воздействием переносимого водой обломочного материала.

## Процесс абразии
Скорость абразии определяется степенью волнового воздействия, то есть — бурностью водоёма. Особенно интенсивно абразия проявляется у самого берега под действием прибоя (наката). Горные породы испытывают удар волны, коррозионное разрушение под действием ударов камней и песчинок, растворение и другие воздействия. Менее интенсивно протекает подводная абразия, хотя её воздействие на дно в морях и озёрах распространяется до глубины в несколько десятков метров, а в океанах до 100 м и более.
Интенсивность абразии зависит от степени волнового воздействия (бурности водоёма). Абразии способствуют относительно большие уклоны (свыше 0,01) прибрежной части дна моря или озера. В результате абразии создаётся высокий, крутой, отступающий берег океана, моря, озера, водохранилища.
Абразию следует отличать от размыва, разрушающего рыхлые, чаще всего голоценовые отложения. Такое толкование абразии и размыва применяется в океанологии. В общей геологии и геоморфологии обычно под абразией понимают процесс разрушения коренных и рыхлых пород.
Своеобразно абразионные процессы протекают на берегах полярных областей, сложенных многолетнемёрзлыми породами. Под действием волн происходит также протаивание мёрзлых пород с полным или частичным выносом протаявшего материала. Процесс разрушения волнами таких берегов получил название термоабразии.